# Zabolotne, Krîjopil
Zabolotne (în ucraineană Заболотне) este o comună în raionul Krîjopil, regiunea Vinnița, Ucraina, formată numai din satul de reședință.

## Demografie
Componența lingvistică a satului Zabolotne
     Ucraineană (98,43%)
     Rusă (1,36%)
     Alte limbi (0,21%)
Conform recensământului din 2001, majoritatea populației satului Zabolotne era vorbitoare de ucraineană (98,43%), existând în minoritate și vorbitori de rusă (1,36%).